# Antoni (biskup Irlandii)
Antoni (ur. 15 stycznia 1954) – duchowny Koptyjskiego Kościoła Ortodoksyjnego, od 2013 biskup Irlandii, Szkocji i północno-wschodniej Anglii. 

## Życiorys
29 marca 1981 złożył śluby zakonne. Święcenia kapłańskie przyjął 9 września 1984. Sakrę biskupią otrzymał 11 czerwca 1995.